# Castelluccio Inferiore
Castelluccio Inferiore är en ort och kommun i provinsen Potenza i regionen Basilicata i Italien. Kommunen hade 2 072 invånare (2017).